# Гутор, Александр Петрович
Алекса́ндр Петро́вич Гу́тор (бел. Аляксандр Пятровіч Гутар; род. 18 апреля 1989[…], Минск[…]) — белорусский футболист, вратарь клуба «Минск». Выступал в сборной Беларуси. Мастер спорта международного класса.

## Карьера

### Клубная
Воспитанник футбольной школы СДЮШОР «Динамо» города Минска. Первые тренеры — Игорь Васильевич Горелов и Алексей Евгеньевич Кузнецов.

#### БАТЭ
В 2006 году перешёл в БАТЭ, где выступал за дублирующий состав. В 2008 году дебютировал в чемпионате Беларуси, с 2011 года — основной голкипер клуба. Был включён БФФ в список 22 лучших футболистов чемпионата сезона 2011. Участник Лиги Европы 2010/11 и Лиги чемпионов 2011/12 в составе БАТЭ.

#### «Динамо» (Минск)
22 декабря 2012 года голкипер направил в БФФ письмо с просьбой расторгнуть рассчитанный до 2015 года контракт с БАТЭ в одностороннем порядке. В ходе заседания стороны получили возможность мирным путём урегулировать конфликт. 22 января 2013 года Гутор получил разрешение на расторжение контракта с БАТЭ с выплатой компенсации клубу в размере 180 тысяч долларов (компенсацию мог выплатить клуб, который приобрёл бы игрока); БАТЭ выразил свою позицию по поводу вердикта БФФ. 30 января футболист официально уволился из БАТЭ, получив статус условно свободного агента. С 1 февраля тренировался в составе минского «Динамо». 7 февраля ФК БАТЭ подал апелляцию. 15 февраля на заседании арбитражного комитета АБФФ апелляция была отклонена.
19 февраля Гутор подписал с «Динамо» 3-летний контракт. Позже БАТЭ клуб обратился в Спортивный арбитражный суд Лозанны (слушанье состоялось 28 октября), который 31 января 2014 года вынес вердикт по «делу Гутора» (отменив перед этим решения футбольного арбитража БФФ). ФК БАТЭ официально изложил свои комментарии и окончательное заявление. 14 ноября 2015 продлил контракт с минчанами на 1 год.
Сыграл за «Динамо» 8 матчей на групповом этапе Лиги Европы (3 — в сезоне 2014/15, 5 — в сезоне 2015/16). По итогам сезонов 2014 и 2015 был включён в символическую сборную чемпионата Беларуси. Капитан «Динамо» в 2016 году.
29 июня 2016 было объявлено, что Гутор покидает минское «Динамо» свободным агентом.

#### «Оренбург» и «Тосно»
6 июля 2016 стало известно, что Гутор перешёл в российский клуб «Оренбург». Во второй половине 2016 года играл в основном составе команды, но уже в 2017 году стал вторым вратарём.
14 июня 2017 заключил контракт с клубом Премьер-лиги «Тосно». 4 сентября, не проведя ни одного матча, покинул клуб.

#### «Черноморец» (Одесса)
В сентябре 2017 года подписал контракт с одесским «Черноморцем», где был основным вратарём. В середине декабря 2017 года покинул одесский клуб.

#### «Динамо» (Брест)
В феврале 2018 года подписал контракт с брестским «Динамо». Контракт Гутора был рассчитан на один сезон. В январе 2019 года продлил соглашение до конца сезона. На протяжении сезона оставался в основе клуба. Был признан лучшим вратарём чемпионата Беларуси.

#### «Шахтёр» (Солигорск)
В январе 2020 подписал контракт с солигорским клубом «Шахтёр» на 3 года. Стал чемпионом Беларуси по результатам сезона 2020 года. Первый футболист в истории Беларуси, который стал чемпионом с тремя разными клубами.

#### БАТЭ
В конце августа 2023 года появилась информация, что футболист присоединился к борисовскому БАТЭ, с которым заключил контракт на полтора сезона. В сентябре 2023 года футболист официально присоединился к клубу. В январе 2024 года футболист покинул клуб.

#### Минск
С 25 июня 2024 года является игроком «Минск», куда перешел на правах свободного агента. Контракт заключен до конца текущего года.

### В сборной
Бронзовый призёр молодёжного чемпионата Европы 2011 в Дании. Участник Олимпийских игр 2012 в Лондоне. В национальной сборной Беларуси дебютировал 25 марта 2013 года в товарищеском матче со сборной Канады в Дохе (2:0).

## Статистика

### В сборной
| №  | Дата            | Оппонент          | Счёт | Голы | Сухие     | Карточки | Минуты | Соревнование             |
| -- | --------------- | ----------------- | ---- | ---- | --------- | -------- | ------ | ------------------------ |
| 1  | 25 марта 2013   | Канада            | 2:0  | —    | зелёная ✓ | —        | 90'    | Товарищеский матч        |
| 2  | 3 июня 2013     | Эстония           | 2:0  | —    | зелёная ✓ | —        | 90'    | Товарищеский матч        |
| 3  | 11 октября 2013 | Испания           | 1:2  | -2   | —         | —        | 90'    | Отбор ЧМ-2014 (группа I) |
| 4  | 19 ноября 2013  | Турция            | 1:2  | -2   | —         | —        | 90'    | Товарищеский матч        |
| 5  | 18 мая 2014     | Иран              | 0:0  | —    | зелёная ✓ | —        | 90'    | Товарищеский матч        |
| 6  | 8 сентября 2014 | Люксембург        | 1:1  | -1   | —         | —        | 90'    | Отбор ЧЕ-2016 (группа С) |
| 7  | 7 июня 2015     | Россия            | 2:4  | -3   | —         | —        | 45'    | Товарищеский матч        |
| 8  | 28 марта 2017   | Македония         | 0:3  | -3   | —         | —        | 90'    | Товарищеский матч        |
| 9  | 9 ноября 2017   | Армения           | 1:4  | -4   | —         | —        | 90'    | Товарищеский матч        |
| 10 | 23 марта 2018   | Азербайджан       | 1:0  | —    | зелёная ✓ | —        | 90'    | Товарищеский матч        |
| 11 | 8 июня 2019     | Германия          | 0:2  | -2   | —         | —        | 90'    | Отбор ЧЕ-2020 (группа С) |
| 12 | 11 июня 2019    | Северная Ирландия | 0:1  | -1   | —         | —        | 90'    | Отбор ЧЕ-2020 (группа С) |
| 13 | 6 сентября 2019 | Эстония           | 2:1  | -1   | —         | —        | 90'    | Отбор ЧЕ-2020 (группа С) |
| 14 | 10 октября 2019 | Эстония           | 0:0  | —    | зелёная ✓ | —        | 90'    | Отбор ЧЕ-2020 (группа С) |
| 15 | 13 октября 2019 | Нидерланды        | 1:2  | -2   | —         | —        | 90'    | Отбор ЧЕ-2020 (группа С) |
| 16 | 16 ноября 2019  | Германия          | 0:4  | -4   | —         | —        | 90'    | Отбор ЧЕ-2020 (группа С) |
| 17 | 4 сентября 2020 | Албания           | 0:2  | -2   | —         | —        | 90'    | Лига наций УЕФА          |
| 18 | 7 сентября 2020 | Казахстан         | 2:1  | -1   | —         | —        | 90'    | Лига наций УЕФА          |
| 19 | 14 октября 2020 | Казахстан         | 2:0  | —    | зелёная ✓ | —        | 90'    | Лига наций УЕФА          |

Итого: сыграно матчей: 19 / сухих:6 / пропущено голов: 28; победы: 6, ничьи: 3, поражения: 10.

## Достижения

### Командные
БАТЭ
- Чемпион Беларуси (5): 2008, 2009, 2010, 2011, 2012
- Обладатель Кубка Беларуси: 2009/10
- Обладатель Суперкубка Беларуси: 2010, 2011

«Динамо» (Минск)
- Серебряный призёр чемпионата Беларуси (2): 2014, 2015
- Бронзовый призёр чемпионата Беларуси: 2013
- Финалист Кубка Беларуси: 2012/13

«Динамо-Брест»
- Чемпион Беларуси: 2019
- Обладатель Кубка Беларуси: 2017/2018
- Обладатель Суперкубка Беларуси: 2018

«Шахтёр» (Солигорск)
- Чемпион Беларуси (2): 2020, 2021.
- Обладатель Суперкубка Беларуси: 2021

Молодёжная сборная Беларуси
- Бронзовый призёр молодёжного чемпионата Европы: 2011

### Личные
- Лучший футболист Беларуси: 2011[38]
- Лучший вратарь чемпионата Беларуси: 2011, 2019, 2020